# Dino Basili
Dino Basili (Roma, 25 giugno 1934) è un giornalista, scrittore e aforista italiano.

## Biografia
Dino Basili si appassiona alla forma di scrittura dell'aforisma fin da piccolo, iniziando a scrivere sul giornalino dei Boy Scout squadriglia castori a sant'Agnese a Roma. Durante l'ultimo anno di liceo rimane affascinato dalle opere del filosofo greco Epitteto, poi dell'italiano Francesco Guicciardini approfondendo la scrittura breve.
Arriva in Rai nel 1969, dove da redattore acquisisce l'incarico di direttore della divisione stampa e attività promozionali, per poi assumere l'incarico di direttore dell'emittente radiofonica Rai Radio 2. Dal 1985 al 1992 è stato Consigliere per gli Affari Culturali del Presidente della Repubblica Francesco Cossiga

## Opere
- Dino Basili, Mele a spicchi, Milano, Bietti, 1980.
- Dino Basili, Tagliar corto, Milano, Mondadori, 1987, ISBN 978-88043-0251-3.
- Dino Basili, Amici amici, Milano, Mondadori, 1989, ISBN 978-88043-1653-4.
- Dino Basili, I violini di Chagall, Milano, Mondadori, 1991, ISBN 978-88043-4448-3.
- Dino Basili, L'amore è tutto, Roma, Newton Compton, 1996, ISBN 978-88818-3243-9.
- Dino Basili, Virgola e basta, Milano, Ares, 2004, ISBN 978-88815-5298-6.